# Култура средњевековне Пољске
Култура средњовековне Пољске била је уско повезана са католичком црквом и њеном укљученошћу у послове земље, посебно током првих векова историје пољске државе. Многи од најстаријих пољских обичаја и артефаката потичу из средњег века, који је у Пољској трајао од касног 10. до касног 15. века, а пратила их је пољска ренесанса.

## Рани векови (10—12)
Хришћанизација Краљевине Пољске довела је, као и у остатку Европе, до допуне претходне паганске словенске митолошке културе Пољана са новом хришћанском културом Краљевине Пољске под династијом Пјастова. Око 12. века, црквену мрежу у Пољској чинило је око хиљаду парохија груписаних у осам епархија.
Нови обичаји су се ширили пошто је Црква деловала и као образовни систем државе. Црква је водила школе са латинским тривијумом (граматика, реторика, дијалектика) и куадривијумом (математика, геометрија, астрономија и музика), а помагали су га различити верски редови који су оснивали манастире широм села. До краја 13. века у Пољској је постојало преко 300 манастира, ширећи католицизам и западњачке традиције: на пример, први бенедиктински манастири изграђени у 11. веку у Тињецу и Лубину ширили су нове западне пољопривредне и индустријске технике.
Још једно моћно оруђе које је користила Црква била је вештина писања. Црква је имала знање и способност да прави пергаменте, а писари су стварали и преписивали рукописе и оснивали библиотеке. Тако су најранији примери пољске књижевности написани на латинском. Међу њима су била јеванђеља из Гњезна и Плоцка, Codex aureus Gnesnensis и Codex Aureus Pultoviensis, датирају отприлике из касног 11. века. Други значајни примери раних пољских књига укључују Latin Missal бискупа Чолека и Olbracht's Gradual. Познате су и хронике Гала Анонимуса и Винцентија Кадубека.
Иако народна музика није нестала у то време, релативно мало се зна о раној пољској музици. Коришћени су музички инструменти, обично домаће израде (нпр. гусле, лире, лауте, цитре и хорне). Грегоријански корали и монодијска музика јављају се у пољским црквама и манастирима крајем 11. века.
Архитектура Пољске је такође била трансформисана. Преживело је преко стотину зграда које сведоче о популарности новог, монументалног стила романичке архитектуре. На стил је утицао Келн, посебно у раном периоду. Међу њима је крипта светог Леонарда на брду Вавел у Кракову и катедрала у Плоцку, подигнута 1144. године. Многе сличне цркве из тог доба, обично округле или квадратне са полукружним апсидама, могу се наћи широм Пољске, у градовима као што су Остров Ледницки или Гјеч. Други пример је зидана црква Светог Јакова у Сандомјежи, коју је 1226. године основао Иво Одрованж, а саградио његов нећак Свети Јацек Одрованж, која је, међутим, изграђена у раноготичком стилу у 14. веку). У катедрали у Гњезну налази се важан пример романичке уметности, бронзане Двери Гњезна (око 1175), које су признате као прво веће дело пољске уметности са националном темом. Њихов рељеф приказује осамнаест сцена живота и смрти светог Адалберта.

## Касни векови (13—15)
Од 13. века на културу Пољске су све више утицале друге силе осим Цркве, пошто су свештеничке институције почеле да добијају на значају. У 14. веку је такође дошло до важне транзиције из династије Пјаста у династију Јагелона. Школе су припремале своје ученике за каријеру не само у свештенству, већ и у праву, дипломатији и администрацији. Краковска академија (вековима касније преименована у Јагелонски универзитет), један од најстаријих универзитета на свету, основана је 1364. Пољски закон је почео да се развија пошто су правни текстови бележили законе у секуларним канцеларијама. Пољска наука се такође развија, пошто су радови пољских научника постали познати у иностранству. Значајни примери пољских научних текстова о којима се расправља у западној Европи укључују хронику папа и царева Мартина Полона и расправу о оптици од Витела. До краја 14. века на Краковској академији школовало се преко 18.000 студената. Астрономски, правни и теолошки факултети били су попуњени истакнутим научницима, на пример, Станислав из Скалбмјерза, Павел Влодковиц, Јан из Глогова и Војћех из Брудзева. Николај Коперник (Mikołaj Kopernik) развио је нове астрономске теорије, доносећи револуционарну промену у савременој перцепцији универзума.
Повећале су се и везе између Пољске и других земаља, јер су будући студенти одлазили у иностранство на Универзитет у Падови, Универзитет у Паризу и друге реномиране европске академије. То је појачано и другим сличним трендовима, јер су Пољаци путовали у иностранство, а странци посећивали Пољску. Краљевски и војводски дворови, кроз дипломатске мисије и склапање савеза, упијали су стране културне утицаје. Контакти између пољског краљевског двора и суседних земаља – Мађарске, Чешке, италијанских држава, Француске и немачких држава временом су се појачавали. Пољска је такође била погођена процесом немачке колонизације (продор на исток). Како су немачки досељеници мигрирали на исток, донели су различита знања и обичаје (на пример, Магдебуршко право). Немци су се често насељавали у градовима и тако је пољска урбана култура постала слична оној у западној Европи. Пољска култура, под утицајем Запада, заузврат је зрачила на исток, а једна од главних последица била је Пољско-литванска унија.
Као и на Западу, готичка архитектура је стекла популарност у Пољској, највише захваљујући растућем утицају и богатству Цркве и градова који су постали главни спонзори овог новог стила. Заједно са значајним економским развојем који се догодио током владавине Казимира III Великог, ово је резултирало великом трансформацијом пољског пејзажа, пошто су се стотине готичких зграда подигле широм земље. Катедрале у Кракову, Вроцлаву, Гњезну и Познању у готичком стилу су изграђене или обновљене у новом стилу, као и стотине базилика и цркава, као што су Црква Свете Марије, Краков и Колегијална црква у Сандомјежу. Готичке секуларне зграде као што су градске кућа такође су постале бројне, на пример у новим градовима Казимјеж и Вислица. Казимир је такође уложио у побољшање одбране. Подигнуте су бедеми, друга градска утврђења и самостални замкови. Казимир је наредио изградњу најмање 40 нових замкова, који су чували стратешки виталне области и комуникационе линије — били су толико бројни да у модерној Пољској постоји Стаза орлових гнезда). Краковска академија је добила своје седиште, Collegium Maius.
Архитектура није била једина област уметности која је цветала у то време. Покровитељство богатих и утицајних појединаца, од краљева преко племства, као и свештеника и градских патриција, омогућило је разним уметницима да стварају ремек-дела. На пример, Гжегож од Санока, надбискуп лавовски, и сам песник, подржавао је бројне научнике и писце, као што је Филип Калимах из Тоскане, који је постао учитељ синовима краља Казимира и професор на Јагелонском универзитету. Зграде су биле украшене златним и сребрним предметима, сликама, витражима, каменим и дрвеним скулптурама и текстилом. Значајни споменици укључују саркофаг Казимира Великог у Вавелској катедрали, олтар цркве Свете Катарине у Кракову аутора Миколаја Хабершрака, витраже цркве Светог Николе у Торуњу, реликвијар за главу Светог Станислава и мисницу из благодети Петра Кмите. Византијска уметност је такође била утицајна, представљена у фрескама капеле Свете Тројице у Лублину, и италијанска уметност у фрањевачком самостану у Кракову. Један од највећих примера готичке уметности у Пољској су дела Фајта Штоса (Wit Stwosz), који је дошао из Нирнберга у Краков 1477. године, где је остао до своје смрти двадесет година касније. Његов дрвени олтар, са стотинама малих фигурица, описан је као „једно од крунских достигнућа средњовековне скулптуре“.

Порекло пољске музике може се пратити још у 13. веку. У Старом Сончу су пронађени рукописи из тог периода који садрже полифоне композиције везане за париску школу Нотр Дам. Настајале су литургијске и канонске песме, химне и песме. Друге ране композиције, као што је мелодија Богородица, такође могу да потичу из овог периода. Један од најзначајнијих пољских композитора тог доба био је Миколај з Радомија, аутор полифоне музике. Живео је у 15. веку и већи део свог живота провео на двору краља Владислава II Јагелоа.
- Ротонда Светог Прокопија у Стрзелну, 1133
- Саборна црква у Туму, 1140–1161
- Манастир Олбин, Вроцлав
- Манастир Олбин, Вроцлав
- Романички стуб са персонификацијама врлина у цркви Свете Тројице у Стрзелну, 12. век
- Czerwińsk
- Костелец црква Светог Адалберта (пољ. św.Wojciech), 1231.
- Сулејовска опатија, 1232
- Колегијска црква Светог Мартина у Опатову, 1206
- Црква Светог Јована Крститеља у Прандоћину, 12. век
- Дворац Болко у Болкову
- Цистерцитски манастир у Јенџејуву, 1140
- Портал доминиканске цркве у Сандомиру, 1236
- Inowłódz
- Саборна црква, Крушвица
- Ротунда Светог Николе, Ћешин
- Црква Свете Марије, Иновроцлав
- Архикатедрална базилика у Познању, 1244-1406
- Базилика Свете Марије у Кракову, 1321–1331
- Катедрала Светог Јована у Вроцлаву, 1244-1341
- Катедрала Светог Николе у Елблагу, 1247 - 14. век